# George E. Lounsbury
George Edward Lounsbury, född 7 maj 1838, död 16 augusti 1904, var en amerikansk politiker och guvernör i Connecticut, skofabrikör och präst.

## Tidigt liv
Lounsbury föddes i Pound Ridge, New York. Han studerade vid Yale University, där han tog examen 1863. Sedan läste han vid Berkeley Divinity School i New Haven, Connecticut, en officiell teologisk högskola för Amerikanska Episkopalkyrkan. Han tog examen där 1866. Tillsammans med sin lillebror, Phineas C. Lounsbury, grundade han två framgångsrika skofabriker: the Lounsbury Brothers Inc., a shoe factory och Lounsbury, Matthewson, and Company.

## Politisk karriär
Lounsbury var medlem av Republikanerna. Han blev ledamot av Connecticuts senat 1894 och satt kvar där till 1898. Han valdes samma år till guvernör i Connecticut, en post som han tillträdde den 4 januari 1899, då partikamraten Lorrin A. Cooke slutade. Under sin mandatperiod, som var på två år för guvernörer i Connecticut på den tiden, lade han in sitt veto mot flera lagförslag och medverkade till att sänka delstatens ekonomiska underskott. Han slutade som guvernör den 9 januari 1901 och efterträddes av partikamraten George P. McLean.

## Övrigt
Lounsbury var gift med Frances Josephine Potwin. Han tjänstgjorde även som präst i Amerikanska episkopalkyrkan. Han avled den 16 augusti 1904 vid en ålder av 66 år.
Brodern Phineas C. Lounsbury var också politiskt aktiv och var guvernör i Connecticut från 1887 till 1889.